# Cantonul Épernay-1
Cantonul Épernay-1 este un canton din arondismentul Épernay, departamentul Marne, regiunea Champagne-Ardenne, Franța.

## Comune
- Épernay (parțial)